# Садовники (остановочный пункт)
Садовники — остановочный пункт Сахалинского региона Дальневосточной железной дороги. Названа по названию ныне не существующего населенного пункта.

## История
Открыт в 1921 году в составе пускового участка Холмск (Кита-Маока) — Чехов (Нода) под названием Мосирохо. Возможно, во времена Карафуто имела путевое развитие.

## Описание
Платформа представляет собой обычный остановочный пункт с короткой низкой посадочной платформой. Билетные кассы и навесы от дождя отсутствуют.

## Деятельность
По состоянию на декабрь 2010 года платформа обслуживает 2 пары пригородных дизельных поездов Холмск-Северный — Чехов и Холмск-Северный — Чехов — Томари.